# Oethecoctonus laticinctus
Oethecoctonus laticinctus är en stekelart som först beskrevs av William Harris Ashmead 1894.  Oethecoctonus laticinctus ingår i släktet Oethecoctonus och familjen Scelionidae. Inga underarter finns listade i Catalogue of Life.